# Arxiprestat de la Selva
L'arxiprestat de la Selva és un dels tretze arxiprestats en què està organitzat el bisbat de Girona. Aquest està compost per dotze parròquies distribuïdes en vuit municipis de les comarques del Gironès i la Selva.

## Llistat de parròquies[1]

### Gironès
- Sant Quirze i Santa Julita (Campllong)
- Sant Martí de Tours (Cassà de la Selva)
- Sant Feliu (Llagostera)
- Sant Cristòfol (Llambilles)
- Sant Martí (Quart - Castellar de la Selva)
- Sant Mateu (Quart - Montnegre)
- Santa Margarida (Quart)
- Sant Andreu Salou (Sant Andreu Salou)

### Selva
- Sant Esteve (Caldes de Malavella)
- Sant Mateu (Cales de Malavella - Franciac)
- Santa Seclina (Caldes de Malavella - Santa Seclina)
- Sant Esteve (Riudellots de la Selva)